# ولی بیگ
ولی بیگ، روستایی از توابع بخش کرانی شهرستان بیجار در استان کردستان ایران است.زبان مردم این روستا ترکی است

## جمعیت
این روستا در دهستان کرانی قرار دارد و براساس سرشماری مرکز آمار ایران در سال ۱۳۸۵، جمعیت آن ۱۵۲ نفر (۳۱خانوار) بوده‌است.
زبان مردم این روستا ترکی آذربایجانی است